# Karol Hodała
Karol Hodała (ur. 8 października 1894 w Sokołowie, zm. wiosną 1940 w Charkowie) – podpułkownik dyplomowany piechoty Wojska Polskiego, kawaler Krzyża Złotego i Srebrnego Orderu Virtuti Militari, ofiara zbrodni katyńskiej.

## Życiorys
Syn Andrzeja i Zofii z Pasierbów. Ukończył szkołę powszechną w Sokołowie i Seminarium Nauczycielskie w Rzeszowie, uzyskując dyplom w roku 1913. W tym samym roku podjął pracę jako nauczyciel w szkole w Dzikowcu. Wstąpił do oddziału Związku Strzeleckiego w Sokołowie. W sierpniu 1914 wstąpił do Legionów Polskich. Służył w VI baonie I Brygady Legionów Polskich. Walczył m.in. na froncie na Kielecczyźnie, w Lubelskiem i na Wołyniu. Po kryzysie przysięgowego został wcielony do armii austriackiej. Został absolwentem Szkoły Oficerskiej w Mürzuschlag, następnie walczył na froncie włoskim.
Od 1918 w Wojsku Polskim w Pułku Ziemi Rzeszowskiej. Uczestniczył w odsieczy Lwowa, później walczył w obronie Lwowa w szeregach 5 pp Leg. Jako dowódca kompanii brał udział w wojnie polsko-bolszewickiej. Po wojnie służył w 19 DP i 85 pp. Pełniąc służbę w Oddziale IV Sztabu Głównego WP złożył z wynikiem pozytywnym egzamin do Wyższej Szkoły Wojennej w Warszawie. W latach 1924–1926 był słuchaczem Kursu Normalnego WSWoj. po ukończeniu, którego uzyskał dyplom naukowy oficera Sztabu Generalnego. Następnie pełnił służbę w Oddziale I SG WP na stanowisku szefa wydziału. W 1931 dowodził batalionem w 28. Pułku Strzelców Kaniowskich w Łodzi. W marcu 1932 został przeniesiony z 18 pp do Szkoły Podchorążych dla Podoficerów w Bydgoszczy na stanowisko dyrektora nauk. Był wówczas podwładnym i najbliższym współpracownikiem ówczesnego komendanta szkoły, płk. dypl. Stefana Kosseckiego, z którym studiował w WSWoj. W czerwcu 1933 został przeniesiony na stanowisko szefa Biura Ogólno-Organizacyjnego MSWojsk. W 1934, po przeorganizowaniu biura w Departamentu Dowodzenia Ogólnego MSWojsk. został wyznaczony na stanowisko zastępcy szefa departamentu. Z dniem 15 października 1935 przeniesiony został do 21 pułku piechoty w Warszawie na stanowisko zastępcy dowódcy pułku. W czerwcu 1936 razem z ppłk. dypl. Mieczysławem Sulisławskim i ppłk. dypl. Stanisławem Sadowskim powołany został do składu specjalnej ekipy pod kierownictwem płk dypl. Jana Jagmin-Sadowskiego, która na podstawie wytycznych szefa SG WP, gen. bryg. Wacława Stachiewicza, jego zastępcy, gen. bryg. Tadeusza Malinowskiego lub szefa Oddziału I, płk. dypl. Józefa Wiatra opracowywała oddzielne referaty, dotyczące rozbudowy poszczególnych działów wojska lub rodzajów broni. Opracowane referaty były podstawą sześcioletniego planu rozbudowy i modernizacji WP (1936–1942). W latach 1936–1938 był komendantem Centrum Wyszkolenia Broni Pancernych w Modlinie.
W kampanii wrześniowej 1939 dowodził 49 pułkiem piechoty, wchodzącym w skład 11 Karpackiej Dywizji Piechoty. Dowódca dywizji, płk. dypl. Bronisław Prugar-Ketling we wniosku odznaczeniowym przekazanym Naczelnemu Wodzowi, gen. Władysławowi Sikorskiemu tak uzasadnił nadanie ppłk. dypl. Karolowi Hodale Krzyża VM IV klasy: „Cały ciężar walki 11 DP i gros odniesionych sukcesów przypada na 49 pp i jego dowódcę. Od początku działań wojennych, do ostatniej chwili przejawia niezwykły zmysł taktyczny, osobistą odwagę i dzielność, które wpływają bardzo dodatnio na pułk, stawiając go w rzędzie najdzielniejszych spośród całej dywizji; wszystkie boje stoczone przez 49 pp pod dowództwem ppłk dypl. Hodały, były zwycięskie dla pułku, a dla Niemców klęską, połączoną z krwawymi stratami. W dn. 15 IX 39 r. w boju na północny wschód od m. Sądowa Wisznia mając przed sobą zgrupowaną wielką jednostkę pancerną niemiecką Pułk SS „Germania”, śmiałym uderzeniem nocnym, otwiera przejście 11 DP w nakazanym kierunku, przyczyniając się do całkowitego zniszczenia zaskoczonych oddziałów niemieckich, niszcząc i paląc około 400 maszyn, czołgów, samochodów pancernych, dział, ciągników i motocykli. Działaniem tym ppłk Hodała, realizuje myśl dowódcy Dywizji, wykazuje niezłomną wolę zwycięstwa i umożliwia sąsiednim oddziałom 38 DP przebicie się i osiągnięcie południowego skraju lasów janowskich. W dniu 18 IX 39 r. w czasie przebijania się pod m. Lelechówka, pomaga bardzo skutecznie grupom wypadowym ppłk Głowackiego, do przejścia przez wieś i opanowania grobli, i swym zręcznym manewrem niszczy przygotowane boczne uderzenie Niemców, kierując osobiście akcją swoich oddziałów. W dniach 19/20 IX 39 r. prowadzi natarcie na m. Hołosko, Lwów. Po morderczym ogniu, który trwał bez przerwy od dn. 19 IX do wieczora 20 IX 39 r., wypiera Niemców na peryferie Lwowa. Nie mając już żadnych oddziałów do prowadzenia dalszego natarcia, resztkami sił utrzymuje zdobyte stanowisko do nocy. W bitwie tej zostaje ranny pociskiem ckm z czołgów npla [nieprzyjaciela] w nogę. Nocą z 20/21 IX 39 r. z grupą oficerów, w której był generał broni Sosnkowski, gen. Łukoski, płk Prugar-Ketling i wielu innych, oraz garstką strzelców przebija się do Lwowa. Po przebiciu się do Lwowa wraca do m. Kołomyja, gdzie po kilku dniach zostaje aresztowany przez bolszewików i wywieziony do Szepietówki. Ppłk Hodała w całej kampanii polsko-niemieckiej wykazał niezwykłe walory dobrego dowódcy bojowego."

Po agresji ZSRR na Polskę wzięty do niewoli sowieckiej i przewieziony do obozu w Szepietówce, a następnie Starobielsku. Wiosną 1940 został zamordowany przez funkcjonariuszy NKWD w Charkowie na mocy decyzji Biura Politycznego KC WKP(b) z 5 marca 1940. Pogrzebano go potajemnie w bezimiennej mogile zbiorowej w Piatichatkach, gdzie od 17 czerwca 2000 mieści się oficjalnie Cmentarz Ofiar Totalitaryzmu w Charkowie.
5 października 2007 minister obrony narodowej Aleksander Szczygło mianował go pośmiertnie na stopień pułkownika. Awans został ogłoszony 9 listopada 2007 w Warszawie, w trakcie uroczystości „Katyń Pamiętamy – Uczcijmy Pamięć Bohaterów”.

## Awanse służbowe
- kapitan – zweryfikowany ze starszeństwem z dniem 1 czerwca 1919 (w 1924 zajmował 350 lokatę)
- major – ze starszeństwem z dniem 1 stycznia 1927 (w 1931 zajmował 58 lokatę)
- podpułkownik – ze starszeństwem z dniem 1 stycznia 1932

## Ordery i odznaczenia
- Krzyż Złoty Orderu Wojennego Virtuti Militari nr 118 (za kampanię 1939)
- Krzyż Srebrny Orderu Wojskowego Virtuti Militari nr 7117 (17 maja 1922)[12]
- Krzyż Niepodległości (13 kwietnia 1931)[13]
- Krzyż Kawalerski Orderu Odrodzenia Polski (11 listopada 1935)[14]
- Krzyż Walecznych (czterokrotnie[15]: po raz 1 i 2 w 1922[16])
- Złoty Krzyż Zasługi (10 listopada 1928)[17][15]
- Medal Pamiątkowy za Wojnę 1918–1921[18]
- Medal Dziesięciolecia Odzyskanej Niepodległości[18]
- Odznaka „Znak Pancerny”
- Odznaka „Za wierną służbę”[19]

## Upamiętnienie
Przy głównym wejściu do kaplicy pw. Wszystkich Świętych na cmentarzu parafialnym w Sokołowie Małopolskim wmurowano tablicę pamiątkową poświęconą pamięci ppłk. Karola Hodały.